# Acque e terre
Acque e terre è la prima raccolta di poesie di Salvatore Quasimodo pubblicata nel 1930 presso le edizioni Solaria. 
La raccolta di Quasimodo è incentrata sul tema della Sicilia, terra natale dell'autore che la lasciò già nel 1919: l'isola diviene l'emblema di una felicità perduta cui si contrappone l'asprezza della condizione presente, dell'esilio in cui il poeta è costretto a vivere (così in una delle liriche più celebri del libro, Vento a Tindari). Dalla rievocazione del tempo passato emerge spesso un'angoscia esistenziale che, nella forzata lontananza, si fa sentire in tutta la sua pena. Questa condizione di dolore insopprimibile assume particolare rilievo quando il ricordo è legato ad una figura femminile, come nella poesia Antico inverno. 
In quest'opera è rinchiusa una grande solitudine descrivendo la vita biologicamente delle nostri fonti naturali.
Quasimodo voleva far capire a tutti che grazie all'acqua e alle terre noi siamo nati, ma lo fa capire attraverso degli elementi di solitudine, di dolore.
Se in questa prima raccolta Quasimodo appare legato a modelli abbastanza riconoscibili (soprattutto Gabriele D'Annunzio, del quale viene ripresa la tendenza all'identificazione con la natura), nelle successive Oboe sommerso (1932) e Erato e Apollion (1936) il poeta raggiunge la piena maturità espressiva.